# SABC 3
SABC 3 es un canal de televisión comercial de South African Broadcasting Corporation (SABC) que transmite programación en inglés y afrikáans. El canal ha estado transmitiendo en alta definición.
Fue creado en 1996, luego de que la SABC reestructurara sus canales de televisión. La oficina central y el estudio se encuentran en Johannesburgo.

## Historia
En 1992, TV2, TV3 y TV4 se combinaron en un nuevo canal llamado CCV (Contemporary Community Values, valores de la comunidad contemporánea).
Al mismo tiempo, se introdujo un canal deportivo conocido como TSS, o TopSport Surplus, siendo TopSport la marca para la cobertura deportiva de SABC, pero este fue reemplazado por NNTV (National Network TV), un canal educativo, en 1994.
En 1996, el SABC reorganizó sus tres canales de televisión con el objetivo de hacerlos más representativos de los diversos grupos lingüísticos. Estos nuevos canales se llamaron SABC 1, SABC 2 y SABC 3. SABC3 heredó muchos de sus programas de TV1, el canal "blanco" del apartheid de Sudáfrica.

## Demografía y programación
SABC 3 está dirigido a la comunidad rica de habla inglesa de Sudáfrica. El principal mercado objetivo del canal son los espectadores de 18 a 49 años. Presenta una combinación de programación internacional de los Estados Unidos y el Reino Unido, así como telenovelas, programas de entrevistas y series de producción local.